# Part d'aplicació CAMEL
La part d'aplicació CAMEL (CAP) és un protocol de senyalització utilitzat en l'arquitectura de xarxa intel·ligent (IN). CAP és un protocol d'usuari d'elements de servei d'operacions remotes (ROSE) i com a tal es troba a la part superior de la part d'aplicació de capacitats de transacció (TCAP) de la suite de protocols SS#7. CAP es basa en un subconjunt de l'ETSI Core i permet la implementació de serveis de valor afegit de qualitat d'operador, com ara missatgeria unificada, prepagament, control de frau i telèfon gratuït tant a les xarxes de veu GSM com de dades GPRS. CAMEL és un mitjà per afegir aplicacions intel·ligents a xarxes mòbils (en lloc de fixes). Es basa en pràctiques establertes en el negoci de telefonia de línia fixa que generalment es classifiquen sota l'encapçalament de (part d'aplicació de xarxa intel·ligent) o protocol INAP CS-2.

## Especificació del protocol
El programari portàtil CAMEL Application Part (CAP) proporciona mecanismes per donar suport als serveis de l'operador més enllà dels serveis GSM estàndard per als abonats que es troben en itinerància dins o fora de la Home PLMN (HPLMN). El producte CAP amplia el marc IN a xarxes GSM/3G per implementar serveis basats en IN dins de xarxes GSM/3G.
CAMEL s'utilitza quan l'abonat està en itinerància entre xarxes, la qual cosa permet a la xarxa domèstica supervisar i controlar les trucades realitzades per l'abonat. CAMEL ofereix serveis com ara serveis d'itinerància de prepagament, control de frau, números especials (per exemple, 123 per a correu de veu que funciona a tot arreu) i grups d'usuaris tancats (per exemple, números d'extensió d'oficina que funcionen a tot arreu).
Igual que amb CAMEL, CAP s'ha definit en quatre fases, cadascuna de les quals té una especificació adjunta que es basa en la fase anterior. Cada fase CAP proporciona el conjunt de missatges i els procediments necessaris per donar suport als requisits de la fase CAMEL corresponents, tal com es defineix a 3GPP TS 22.078 (aspectes de servei) i 3GPP TS 23.078 (realització tècnica).
Es pot considerar que la definició del protocol es divideix en tres apartats:
- la definició de les regles de la funció de control d'associació única (SACF)/funció de control d'associació múltiple (MACF) per al protocol, definides dins de la prosa de l'especificació;
- la definició de les operacions transferides entre entitats, definides mitjançant la notació de sintaxi abstracta 1 (ASN.1);
- la definició de les accions realitzades a cada entitat, definides pels diagrames de transició d'estat.